# Ethan Pinnock
Ethan Rupert Pinnock, más conocido como Ethan Pinnock, (Lambeth, Inglaterra, 29 de mayo de 1993) es un futbolista jamaicano que juega de defensa en el Brentford F. C. de la Premier League de Inglaterra.

## Trayectoria
Pinnock comenzó su carrera deportiva en el Dulwich Hamlet en 2010, siendo cedido en 2011 al Holmesdale F. C.
En 2016 fichó por el Forest Green Rovers, que abandonó tan solo un año después para dar el salto al Barnsley F. C. del EFL Championship.

### Brentford
El 2 de julio de 2019 fichó por el Brentford F. C., equipo también del EFL Championship.
En la temporada 2020-21, el Brentford logró el ascenso a la Premier League, debutando en la competición el 13 de agosto en una victoria por 2-0 frente al Arsenal F. C.

## Selección nacional
Pinnock es internacional con la selección de fútbol de Jamaica, con la que debutó el 25 de marzo de 2021 en un partido amistoso frente a la selección de fútbol de Estados Unidos. Fue nombrado en la lista previa para la Copa Oro 2021, a la que finalmente no fue convocado.

### Participaciones en Copas América
| Torneo            | Sede           | Resultado    | Partidos | Goles |
| ----------------- | -------------- | ------------ | -------- | ----- |
| Copa América 2024 | Estados Unidos | Primera fase | 3        | 0     |

## Clubes
| Club                      | País       | Año       |
| ------------------------- | ---------- | --------- |
| Dulwich Hamlet            | Inglaterra | 2010-2016 |
| Holmesdale F. C. (cedido) | Inglaterra | 2011      |
| Forest Green Rovers F. C. | Inglaterra | 2016-2017 |
| Barnsley F. C.            | Inglaterra | 2017-2019 |
| Brentford F. C.           | Inglaterra | 2019-act. |